# ヘザー・グラハム
ヘザー・グラハム（Heather Graham、1970年1月29日 - ）は、アメリカ合衆国の女優・モデル。身長173cm。ヘザー・グレアムとも称される（本来の発音は「グレアム」が近い）。

## 来歴

### 生い立ち
ウィスコンシン州ミルウォーキーにて、アイルランド系で厳格なカトリック教徒の家に生まれる。父ジム･グラハムは元FBI捜査官、母ジョーンは児童書の作家、妹エイミーは女優兼作家である。
バージニア州で育ち、同州ノース・スプリングフィールド小学校に入学、その後家族と共にカリフォルニア州コネホ・ヴァレーに引越し、スマック小学校を卒業後、リンデロキャニオン中学校で学び、アグーラ高校を卒業後デビューした。カリフォルニア大学ロサンゼルス校に在学中に俳優ジェームズ・ウッズと出会い、交際する。女優業に専念するために大学は中退した。
彼女が女優を志した当初は両親も献身的に応援していたが、仕事がなかなか軌道に乗らず、また出演したとしても性的魅力ばかりが注目される状況になるにつれ、次第に両親と彼女との溝が深まっていった。

### キャリア
ヘザー・グラハムは、『愉快なシーバー家』等にゲスト出演し、高校卒業後の1988年に映画『運転免許証』にて本格的にデビューしたが、人気が出始めたのは1997年の『ブギーナイツ』であり、やや時間がかかった。テレビドラマ『ツイン・ピークス』にウェイトレスのアニー・ブラックバーン役で出演していた。
濡れ場を抵抗無く演じることができる女優でもあり、チェン・カイコー監督の『キリング・ミー・ソフトリー』ではポルノとも捉えられる大胆なセックス・シーンを演じた（この作品は経済的な問題により、アメリカでは劇場上演されなかった）。
アメリカの芸能誌『ピープル』が選ぶ、｢世界で最も美しい女性トップ50」には常連となっている。
主演と脚本を務めた『ハーフ・マジック（原題）』で監督デビュー予定。

### 私生活
恋多き女性であり、これまで俳優ジェームズ・ウッズ、ミュージシャン・ジェイソン・フォークナー、監督クリス・ウェイツ、俳優ジョシュ・ルーカス、俳優イライアス・コティーズ、俳優カイル・マクラクラン、俳優エドワード・バーンズ、俳優ヒース・レジャー、監督スティーヴン・ホプキンズ、俳優マシュー・ペリー、俳優レオナルド・ディカプリオなどと交際したことがあると報じられている。

## 主な出演作品

### 映画
| 公開年 | 邦題 原題                                                                  | 役名                                   | 備考             |
| ------ | -------------------------------------------------------------------------- | -------------------------------------- | ---------------- |
| 1984   | 燃えつきるまで Mrs. Soffel                                                 | 工場の少女                             | クレジットなし   |
| 1988   | 運転免許証 License to Drive                                                | メルセデス・レイン                     |                  |
| 1988   | ツインズ Twins                                                             | メアリー・アン・ベネディクト（若い頃） | クレジットなし   |
| 1989   | ドラッグストア・カウボーイ Drugstore Cowboy                                | ナディーン                             |                  |
| 1990   | 殺したいほどアイ・ラブ・ユー I Love You to Death                           | ブリジット                             |                  |
| 1991   | タイム・トゥ・ダイ/闇の処刑人 Guilty as Charged                            | キンバリー                             |                  |
| 1991   | 過ぎゆく夏 Shout                                                           | サラ・ベネディクト                     |                  |
| 1992   | 開拓/オー!パイオニア O Pioneers!                                           | 若いアレクサンドラ                     | テレビ映画       |
| 1992   | ツイン・ピークス/ローラ・パーマー最期の7日間 Twin Peaks: Fire Walk with Me | アニー・ブラックバーン                 |                  |
| 1992   | ミッドナイト・スティング Diggstown                                         | エミリー・フォレスター                 |                  |
| 1993   | カウガール・ブルース Even Cowgirls Get the Blues                           | カウガール・ヘザー                     |                  |
| 1993   | 私に近い6人の他人 Six Degrees of Separation                                | エリザベス                             |                  |
| 1994   | ミセス・パーカー/ジャズエイジの華 Mrs. Parker and the Vicious Circle       | メアリー・ケネディ・テイラー           |                  |
| 1995   | ヘザー・グラハム/バッドトリップ Toughguy                                   | オリーヴ                               |                  |
| 1996   | スウィンガーズ Swingers                                                    | ロレイン                               |                  |
| 1996   | 天使の旅立ち Entertaining Angels: The Dorothy Day Story                    | マギー・ボウエン                       |                  |
| 1997   | ノーウェア Nowhere                                                         | リリス                                 |                  |
| 1997   | マンハッタン恋愛事情 Two Girls and a Guy                                   | カーラ                                 |                  |
| 1997   | ブギーナイツ Boogie Nights                                                 | ローラーガール                         |                  |
| 1997   | スクリーム2 Scream 2                                                       | ケイシー                               |                  |
| 1998   | ロスト・イン・スペース Lost in Space                                       | ジュディ・ロビンソン                   |                  |
| 1999   | オースティン・パワーズ:デラックス Austin Powers: The Spy Who Shagged Me    | フェリシティ・シャグウェル             |                  |
| 1999   | ビッグムービー Bowfinger                                                   | デイジー                               |                  |
| 2000   | ノンストップ・ガール Committed                                             | ジョリーン                             |                  |
| 2001   | ギリーは首ったけ Say It Isn't So                                           | ジョー                                 |                  |
| 2001   | サイドウォーク・オブ・ニューヨーク Sidewalks of New York                   | アニー                                 |                  |
| 2001   | フロム・ヘル From Hell                                                     | メアリ・ケリー                         |                  |
| 2001   | キリング・ミー・ソフトリー Killing Me Softly                               | アリス                                 |                  |
| 2002   | 踊るマハラジャ★NYへ行く The Guru                                           | シャローナ                             |                  |
| 2003   | N.Y.式ハッピー・セラピー Anger Management                                  | ケンドラ                               |                  |
| 2003   | スプリング・ガーデンの恋人 Hope Spring                                     | マンディ                               |                  |
| 2004   | エヴァンジェリスタ Blessed                                                 | サマンサ                               |                  |
| 2005   | ヘザー・グラハム in おいしいオトコの作り方 Cake                            | ピッパ                                 | 出演・製作総指揮 |
| 2005   | マリー 〜もうひとりのマリア〜 Mary                                         | エリザベス・ヤンガー                   |                  |
| 2006   | ボビー Bobby                                                               | アンジェラ                             |                  |
| 2006   | 愛を問うひと Broken                                                        | ホープ                                 |                  |
| 2009   | ハングオーバー! 消えた花ムコと史上最悪の二日酔い The Hangover              | ジェイド                               |                  |
| 2009   | ギャラリー 欲望の画廊 Boogie Woogie                                        | ベス                                   |                  |
| 2011   | スクリーム4: ネクスト・ジェネレーション Scream 4                           |                                        |                  |
| 2011   | 5デイズ 5 Days of War                                                      | ミリアム                               |                  |
| 2012   | チェリーについて About Cherry                                              | マーガレット                           |                  |
| 2013   | ハングオーバー!!! 最後の反省会 The Hangover Part III                       | ジェイド                               |                  |
| 2014   | そんなキミに恋してる Behaving Badly                                        | アネット・ストラットン＝オズボーン     |                  |
| 2020   | デスペラードス 〜崖っぷち女子旅〜 Desperados                               | アンゲル・デ・ラ・パス                 |                  |
| 2020   | ラブ・ギャランティード Love, Guaranteed                                    | タマラ・テイラー                       |                  |

### テレビシリーズ
| 放映年    | 邦題 原題                                           | 役名                   | 備考                    |
| --------- | --------------------------------------------------- | ---------------------- | ----------------------- |
| 1991      | ツイン・ピークス Twin Peaks                         | アニー・ブラックバーン | 6エピソード             |
| 1996      | 新アウターリミッツ The Outer Limits                 | アリシア               | 1エピソード             |
| 2004      | アレステッド・ディベロプメント Arrested Development | ベス                   | エピソードShock and Aww |
| 2004-2005 | Scrubs〜恋のお騒がせ病棟 Scrubs                     | モリー・クロック       | 9エピソード             |
| 2006-2008 | エミリーの恋愛バイブル Emily's Reasons Why Not      | エミリー・サンダース   | 6エピソード             |
| 2014      | カリフォルニケーション Californication              | ジュリア               | 9エピソード             |
| 2016-2017 | Angie Tribeca                                       | ダイアン・デュラン     | 4エピソード             |
| 2016-2017 | フレークド Flaked                                   | ティリー               | 4エピソード             |
| 2017      | Law & Order True Crime                              | ジュダロン・スミス     |                         |

## 参照
1. ↑  “Heather Graham—Gray Matters—02/21/07”.   grouchoreviews.com. 2012年12月2日閲覧。
2. ↑  "Joan Bransfield Graham" at CBS Business
3. ↑  “ヘザー・グラハム、セックスコメディで監督デビュー　主演・脚本も”.   映画.com (2015年6月13日). 2015年6月17日閲覧。
4. ↑  “Ｈ・レジャー＆Ｈ・グラハムが破局”. シネマトゥデイ. (2001年6月14日) 2012年12月28日閲覧。